# Bayraktar Kızılelma
Bayraktar Kızılelma, Bayraktar MIUS (укр. Байрактар Кизилелма, Червоне яблуко)— реактивний надзвуковий малопомітний палубний БПЛА, що розробляється турецькою компанією Baykar Makina.

## Загальні відомості
БПЛА має максимальну злітну масу (MTOW) понад 5,5 тонни, з яких понад 1500 кг припадає на його корисне навантаження, оснащений одним ТРДД.
Сельчук Байрактар перерахував особливості MIUS на заході Aviation and Space Summit II, організованому авіаційно-космічним клубом технічного університета Гебзе 4 серпня 2021 року. Згідно з даними, наданими компанією, БПЛА матиме робочу висоту 12км, злітну вагу 5,5 тонни, корисне навантаження 1,5 тонни і вантажопідйомність боєприпасів 1 тонну. У той час як MIUS-A буде близький до надзвукової швидкості з українським двигуном АІ-25ТЛТ, MIUS-B буде надзвуковим з українським двигуном АІ-322Ф і турецьким TEI TF-6000. MIUS-B матиме в 2,5 рази потужніший двигун, що істотно відрізняє його за технічними характеристиками від MIUS-A. Передбачається, що MIUS буде запускатися з борту TCG Anadolu (L-400) без допомоги катапультної системи. Генеральний директор компанії Baykar, Сельчук Байрактар, сказав, що перший політ MIUS очікується в 2023 році, додавши, що БПЛА з реактивним двигуном був «мрією 12-річної давності». Згодом дата першого польоту була переглянута, і 20 листопада 2022 року з'явилося відео безпілотного винищувача на злітній смузі на аеродромі Чорлу.

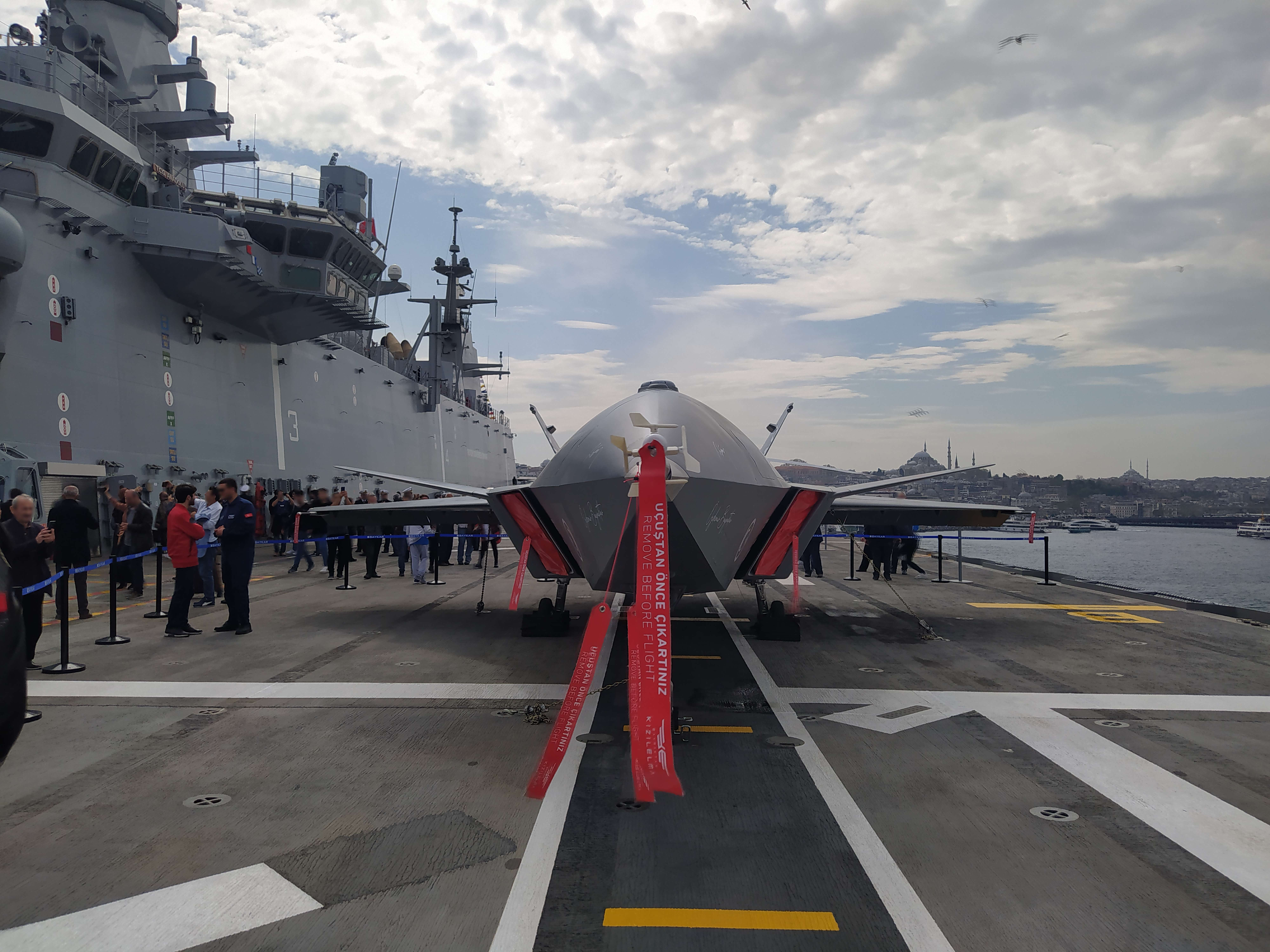
Прототип Kızılema на TCG Anadolu

23 січня турецький бойовий безпілотний літак Bayraktar Kizilelma успішно завершив другий тестовий політ на українських двигунах.

## Особливості
- Зліт і посадка з TCG Anadolu за допомогою тросів і гаків, що уловлюють апарат, без допомоги катапульти.
- MIUS-A дозвуковий, MIUS-B надзвуковий
- Мала ефективна площа розсіювання (ЕПР)
- Вертикальне оперення та передні горизонтальні керма (аеродинамічна схема «Качка»)
- Інтелектуальна автономія флоту
- Можливість агресивного маневрування
- Малопомітність
- Придушення ППО противника (SEAD & DEAD missions[en])
- Ракетні атаки
- Вогнева підтримка з повітря
- Стратегічні атаки

## Характеристики

#### Загальні характеристики
- Вантажопідйомність: 1500 кг
- Максимальна злітна вага: 6000 кг
- Силова установка: 1 × АІ-25ТЛТ

#### Потужність
- Максимальна швидкість: 900 км/год (560 миль/год, 490 вузлів)
- Крейсерська швидкість: 740 км/год (460 миль/год, 400 вузлів)
- Бойова дальність: 930 км (580 миль, 500 нмі)
- Витримка: 5 годин
- Стеля: 12 000 м (40000 футів)
- Робоча висота: 10 668 м (35 000 футів)